# Evolution (software)

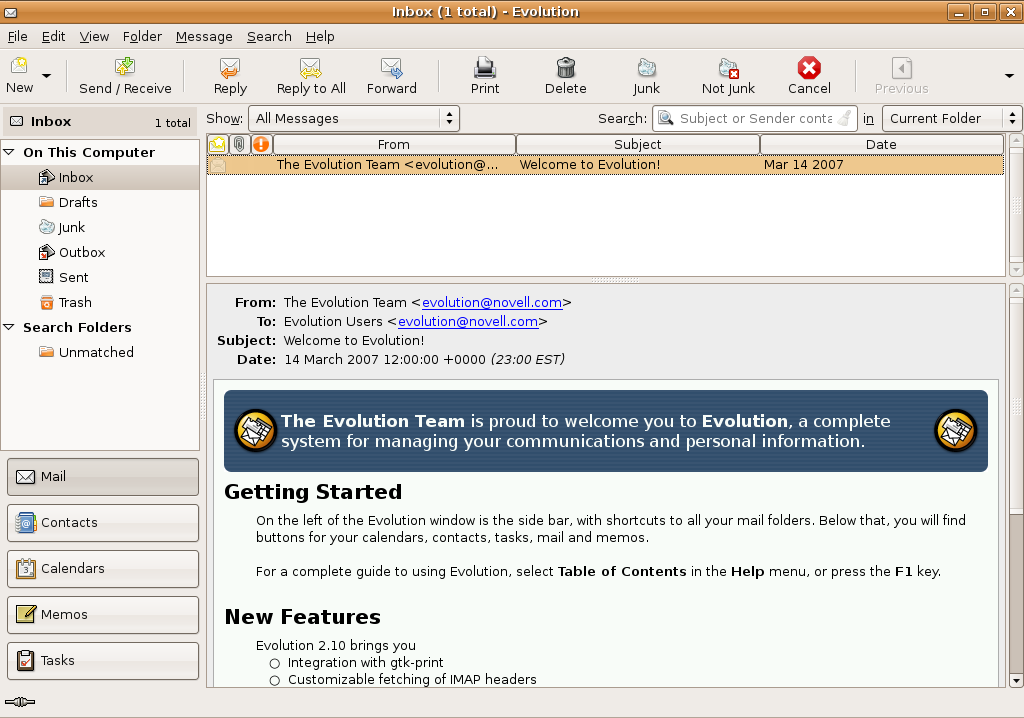
Il client E-mail

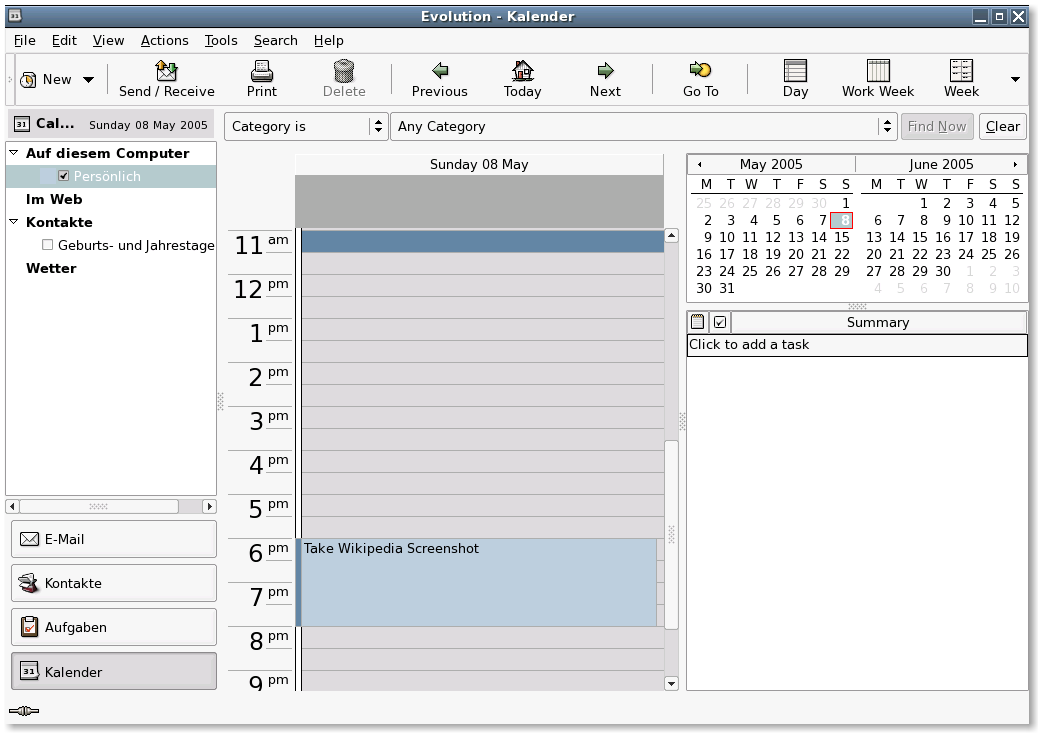
Il calendario

Evolution o Novell Evolution (in precedenza Ximian Evolution) è il personal information manager e workgroup information management ufficiale dell'ambiente desktop GNOME.
Evolution è un client e-mail, un calendario e una rubrica; è divenuto parte ufficiale di GNOME dalla versione 2.8. Lo sviluppo del programma è sponsorizzato principalmente da Novell.
Evolution supporta i protocolli POP3 e IMAP. Permette di accedere a servizi di directory tramite LDAP e ai server CalDAV, per importare, esportare informazioni, e condividerle on-line con altre persone.
Evolution supporta anche il protocollo NNTP (Network News Transfer Protocol) che permette di accedere ai servizi Usenet, la cui applicazione comune sono i cosiddetti Newsgroup.
L'interfaccia utente di Evolution e le sue funzionalità sono simili a Microsoft Outlook, in più possiede alcune funzioni che lo distinguono come il supporto ad iCalendar, l'indice di tutte le mail in ricezione, e le "cartelle virtuali", ossia cartelle create virtualmente su base di una ricerca.
Evolution può essere connesso a Microsoft Exchange Server utilizzando la sua interfaccia web e un plugin chiamato Connector. Usando gnome-pilot, Evolution può essere sincronizato con i dispositivi Palm Pilot, e Multisync abilita la sincronizzazione con i telefoni cellulari e con altri palmari.

## Evolution 2
Evolution 2, distribuito nel settembre 2004, porta con sé importanti nuove funzioni:
- connettività integrata a Novell GroupWise
- connettività integrata a Microsoft Exchange mediante Evolution Mapi Plugin Exchange 2007
- migliorato il supporto offline per gli account IMAP
- numerosi miglioramenti alla funzione di calendario
- supporto per S/MIME, potenziato la gestione dei contatti
- integrazione dell'instant messaging Gaim
- migliorata l'integrazione col desktop
- migliorata la conformità con l'Human Interface Guidelines di GNOME
- integrata la funzione di SpamAssassin (con le valutazioni di spam definite dall'utente e con regole per la lista bianca in ~/.spamassassin/)

## Evolution per Windows
Nel gennaio 2005, Nat Friedman della Novell ha annunciato nel suo blog che l'azienda ha assunto Tor "tml" Lillqvist, il programmatore finlandese che portò GIMP su Microsoft Windows, per fare la stessa cosa con Evolution, e recentemente ha distribuito la versione alpha di Evolution per Win32.
Dal 9 marzo 2007 è disponibile la release stabile 2.8.2.2.
Evolution supporta le specifiche dei protocolli MAPI/RPC (Messaging Application Programming Interface) e (Remote Procedure Call) di Microsoft.
Prima di questa notizia vennero lanciati diversi progetti con lo stesso scopo (Evolution per Windows Archiviato il 1º ottobre 2005 in Internet Archive.) diventando abbastanza conosciuti, ma nessuno di essi è riuscito ad arrivare allo status di alpha.

## Evolution per Mac OS X
Il 31 marzo 2006 Shreyas Srinivasan della Novell ha annunciato sulla Evolution hackers list che l'azienda ha distribuito la versione 2.6 Binary per Mac OS X.
La versione 2.6 funziona su macOS 10.3 e 10.4, include il plugin di Exchange ed è compatibile con GNOME 2.14.